# 南門港
南門港是中華人民共和國上海市崇明區城橋鎮的一個客輪碼頭，位於長江沿岸，名稱來源自崇明縣城城門南門。南門港有航線前往寶山區宝杨路客运码头、寶山區石洞口以及长兴岛马家港。清朝光緒二十二年（1896年）開始通行客輪。此後南門港受河水淤塞影響，上船地點多次變更。1991年，當局在南门港附近修建南门广场。